# Ernst Friedrich Wilhelm Bödeker
Ernst Friedrich Wilhelm Bödeker (und Namensvarianten; * 23. März 1779 oder 24. August 1779 in Kirchdorf (bei Sulingen); † 26. August 1826 in Hannover) war ein deutscher Pädagoge, Dichter und Schriftsteller.

## Leben
Ernst Friedrich Wilhelm Bödeker war ein Sohn des in der Grafschaft Hoya tätigen Predigers Conrad Friedrich Bödeker (1739–1809) und dessen zweiter Ehefrau Elisabeth Maria Hagemann (1747–1824), Tochter des zuvor in Landringhausen tätigen Predigers Henrich August Hagemann (1704–1771) und Enkelin Theophilus Andreas Hagemanns. Er hatte mehrere Stief- und leibliche Geschwister.
Nachdem er zunächst von seinem Vater unterrichtet worden war, ging Bödeker als Dreizehnjähriger 1792 nach Hannover zu seinem Oheim, dem dort tätigen Pastor Andreas Wilhelm Hagemann (1745–1824). Unter Hagemanns Obhut besuchte Bödeker fünfeinhalb Jahre das hannoversche Lyceum, bevor er ab 1798 für drei Jahre auf die Universität Göttingen ging.
Um 1801 ging Bödeker zurück nach Hannover, wo er am städtischen Lyceum zunächst als Lehrer der kombinierten vierten und fünften Schulklasse tätig wurde. In der sogenannten „Franzosenzeit“ erhielt er 1807 die Aufgaben eines Subrektors überwiesen und wurde zu Beginn des Königreichs Hannover im Jahr 1817 zum Konrektor seiner Schule ernannt. Er gründete unter der Bezeichnung Hagemann's Andenken eine Witwenkasse für die Hinterbliebenen von Stadtschullehrern, deren Grundstock der Ertrag einer Gedenkschrift für seinen verstorbenen Onkel war.
Nebenamtlich arbeitete Bödeker als Lehrer an der Generalstabsakademie. Er wurde auch als Schriftsteller und Dichter bekannt und verfasste als Freimaurer unter anderem das 1826 erschienene Werk Maurer Reden und Gesänge.
Ernst Friedrich Wilhelm Bödeker starb in Hannover im Alter von 47 Jahren in der Nacht vom 26. auf den 27. August 1826.

## Familie
Verheiratet war er mit Auguste Charlotte Catharine von Schulze. Aus der Ehe entstammten fünf Söhne und zwei Töchter; mindestens zwei Kinder starben früh.

## Schriften (Auswahl)
- Die Worte der Hoffnung. Am Geburtsfeste Ihrer Majestät Der Königin Gesprochen Auf Dem Lyceum Zu Hannover, in: Lyzeum, Schulprogramm, Hannover: Hahn 1814
- Die Guelfen für immer! Ein poetischer Versuch am 12. Aug. 1814, dem Tage der Säcularfeier der Brittischen Krone im Hause Churbraunschweig ... auf dem Lyceo zu Hannover gesprochen / von Ernst Boedeker. Angehängt ist: Die Befreiung Hannovers am 25. Oct. 1813 ..., Hannover, 1814
- Rede und Epilog, am Reformations-Jubelfeste und bei seiner Einführung als Conrector, am 1sten November 1817, auf dem Lyceum gesprochen. Zum Besten eines 108jährigen Greises, von Ernst Boedeker, Conrector am Lyceum, in Lyzeum, Schulprogramm, 1817, Hannover: Carl Friedrich Kius, 1817
- Todten-Feyer, zum dankbaren Andenken, an den zur Ewigkeit übergegangenen vielgeliebten und hochverehrten König, Georg den Dritten, in der Loge Friedrich zum weißen Pferde zu Hannover am 7ten März 1820, mit einem Vorwort von Johann Carl Fürchtegott Schlegel, einer Cantate verfasst Ernst Friedrich Wilhelm Boedeker, komponiert von Wilhelm Sutor und einer Rede von Philipp Heinrich Friedrich Sievers, [Hannover]: gedruckt bei G. C. Schlüter, [1820]; Digitalisat der Staatsbibliothek zu Berlin – Preußischer Kulturbesitz (SBB) aus der Provenienz der Johannis-Loge Teutonia zur Weisheit im Orient Potsdam
- Die Georgs-Feier und Mein Blümchen auf meines Königs Grab. Dem Andenken Georgs III. geweiht, Hannover: Hahn, 1820
- Hagemanns Andenken. Enthaltend biographische Nachrichten, die Beschreibung der Jubelfeier nebst der Jubelpredigt und den übrigen, durch diese Feier, wie späterhin durch das Begräbniß des Verstorbenen veranlaßten Reden und Gedichten. Zum Beßten eines Wittwen-Fond's, herausgegeben von E. F. W. Boedeker, Conrector am Lyceum, Hannover: Gebrüder Hahn, 1826
- E. Boedeker:  Über den Glauben an Unsterblichkeit. Rede in der Trauer L. 1825, Hannover, 1826[7]